# Japan Women's Open Tennis 2009
Il Japan Women's Open Tennis 2009, conosciuto per motivi di sponsorizzazione come HP Open 2009, è stato un torneo di tennis giocato sul cemento. È stata la 1ª edizione del Japan Women's Open Tennis, che fa parte della categoria WTA International nell'ambito del WTA Tour 2009. Si è giocato ad Osaka, in Giappone.

## Partecipanti WTA

### Teste di serie
| Nazionalità | Giocatore           | Ranking1 | Testa di serie |
| ----------- | ------------------- | -------- | -------------- |
| Danimarca   | Caroline Wozniacki  | 5        | 1              |
| Francia     | Marion Bartoli      | 13       | 2              |
| Australia   | Samantha Stosur     | 14       | 3              |
| Italia      | Francesca Schiavone | 26       | 4              |
| Israele     | Shahar Peer         | 34       | 5              |
| Canada      | Aleksandra Wozniak  | 35       | 6              |
| Ungheria    | Melinda Czink       | 40       | 7              |
| Kazakistan  | Jaroslava Švedova   | 50       | 8              |

- 1Ranking al 5 ottobre

### Altre partecipanti
Giocatrici che hanno ricevuto una Wild card:
- Kimiko Date Krumm
- Ryoko Fuda
- Kurumi Nara

Giocatrici passate dalle qualificazioni:
- Anastasija Rodionova
- Chang Kai-chen
- Sophie Ferguson
- Chanelle Scheepers

## Campionesse

### Singolare
Samantha Stosur ha battuto in finale  Francesca Schiavone con il punteggio di 7–5, 6–1
- È stato il 1º titolo dell'anno per la Stosur ed il 1° della sua carriera.

### Doppio
Chuang Chia-jung /  Lisa Raymond hanno battuto in finale  Chanelle Scheepers /  Abigail Spears con il punteggio di 6–2, 6–4